# Okręg wyborczy Riverina
Okręg wyborczy Riverina (ang. Division of Riverina) – jednomandatowy okręg wyborczy do Izby Reprezentantów Australii, położony w południowej części Nowej Południowej Walii, w regionie Riverina, od którego czerpie nazwę. Istnieje od pierwszych wyborów do parlamentu Australii w 1901 roku, z przerwą w latach 1984-1993. 

## Lista posłów
| okres urzędowania | poseł             | przynależność |
| ----------------- | ----------------- | --- |
| 1901-1903         | John Chanter      | Partia Protekcjonistyczna                                                                                             |
| 1903-1904         | Robert Blackwood  | Partia Wolnego Handlu                                                                                                 |
| 1904-1913         | John Chanter      | Partia Protekcjonistyczna (1904-1909) Australijska Partia Pracy (1909-1913)                                           |
| 1913-1914         | Franc Falkiner    | Związkowa Partia Liberalna                                                                                            |
| 1914-1922         | John Chanter      | Australijska Partia Pracy (1914-1916) Narodowa Partia Pracy (1916-1917) Nacjonalistyczna Partia Australii (1917-1922) |
| 1922-1931         | William Killen    | Partia Wiejska |
| 1931-1940         | Horace Nock       | Partia Wiejska |
| 1940–1949         | Joe Langtry       | Australijska Partia Pracy                                                                                             |
| 1949-1965         | Hugh Roberton     | Partia Wiejska |
| 1965-1969         | Bill Armstrong    | Partia Wiejska |
| 1969-1974         | Al Grassby        | Australijska Partia Pracy                                                                                             |
| 1974-1977         | John Sullivan     | Partia Wiejska (1974-1975) Narodowa Partia Wiejska (1975-1977)                                                        |
| 1977-1980         | John FitzPatrick  | Australijska Partia Pracy                                                                                             |
| 1980-1984         | Noel Hicks        | Narodowa Partia Wiejska (1980-1982) Narodowa Partia Australii (1982-1984)                                             |
| 1984-1993         | okręg nie istniał | okręg nie istniał |
| 1993-1998         | Noel Hicks        | Narodowa Partia Australii                                                                                             |
| 1998-2010         | Kay Hull          | Narodowa Partia Australii                                                                                             |
| od 2010           | Michael McCormack | Narodowa Partia Australii                                                                                             |

źródło: 

## Dawne granice

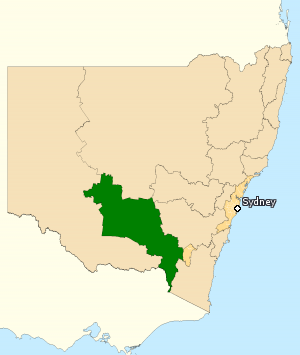
Okręg w granicach z 2010 roku